# Storia della letteratura italiana (De Sanctis)
(René Wellek, Francesco De Sanctis, in Storia della critica moderna (1750-1950), IV. Dal Realismo al Simbolismo, Il Mulino, Bologna 1969, p. 155.)
La Storia della letteratura italiana è la principale opera di Francesco De Sanctis (1817-1883), critico letterario e saggista italiano dell'Ottocento: essa costituisce la prima, sistematica, compatta e coerente sintesi di tutta la letteratura italiana.

## Premesse
La cultura dell'Ottocento aveva già prodotto diverse storie della letteratura italiana, come quella di Emiliani Giudici, quella di Cesare Cantù, quella di Luigi Settembrini, ma nessuna sembrava soddisfare i criteri di analisi sui quali si basava la critica come era concepita dall'autore.
In una lettera del 1863 si trova il primo esplicito accenno al progetto di comporre un profilo storico della letteratura italiana e in seguito il De Sanctis tentò di ottenere i finanziamenti dal ministro della pubblica istruzione per potersi dedicare alla stesura dell'opera ma senza alcun risultato.
L'occasione per comporla gli viene nel 1867 dalla proposta dell'editore napoletano Antonio Morano, di scrivere un manuale di Letteratura italiana per i Licei.
De Sanctis accettò la proposta e stipulò un contratto dove si impegnava, per il compenso di 200 lire mensili, a scrivere il testo.
Alla Storia della letteratura italiana, il De Sanctis si dedicò soprattutto nel periodo fiorentino con lavori preparatori. In origine il trattato avrebbe dovuto contenersi in un solo volume ma, dilatatasi la materia oltre il previsto, fu necessario pubblicarla in due volumi, il primo che uscì nel 1870 e il secondo nel 1871.

## Analisi dell'opera
La "Storia della letteratura italiana" è articolata in venti capitoli dei quali gli ultimi due, la parte relativa al Settecento e all'Ottocento, risultano più condensati nella materia ed esposti in modo più sommario a causa della fretta che l'editore mise al De Sanctis affinché concludesse l'opera.

### I Volume
- I Siciliani e i Toscani sono materia dei primi due capitoli. In essi l'autore esamina la personalità e le forme della poesia delle origini mettendone in evidenza la natura dotta.
- Il III capitolo tratta La lirica di Dante nella quale il De Sanctis ritrova l'indirizzo assunto fin dall'inizio dalla poesia italiana, ma rileva, sotto l'aspetto dottrinale, "un cuore puro e nuovo".
- La prosa del Duecento è l'argomento del IV capitolo dove si afferma che essa è accomunata alla poesia dal carattere dottrinale.
- Nel V capitolo, I misteri e le visioni, vengono individuate le fonti della letteratura primitiva nella cavalleria e nelle Sacre scritture. La tesi affrontata è che la prima rimase estranea allo spirito nazionale e artisticamente poco produttiva, mentre la seconda riuscì più efficace.
- Il capitolo VI interessa il Trecento nel quale, come dice l'autore vennero portati a maturazione i concetti del precedente secolo con due tendenze letterarie: una religiosa, l'altra filosofico-didattica."Quello che il secolo precedente concepì e preparò, fu realizzato in questo secolo detto aureo".
- Nel capitolo VII, intitolato La Commedia De Sanctis dice che essa unì le due tendenze e rappresentò la spiritualizzazione dell'uomo, la più alta concezione del pensiero e delle aspirazioni del Medioevo.
- Dedicato al Canzoniere  del Petrarca è l'VIII capitolo nel quale l'autore parla di età di transizione, di caduta dei valori medievali e dell'instaurarsi del "culto della forma per se stessa" e di paganesimo risorto.
- Il capitolo IX è intitolato Il Decameron che segna secondo l'autore l'avvenuto superamento del Medioevo.
- Nel capitolo X intitolato L'ultimo trecentista  viene analizzata l'opera di Sacchetti con la sua allegria comica.
- Nel capitolo XI, nel quale De Sanctis tratta il Quattrocento ed è intitolato Le Stanze, l'autore vede in Leon Battista Alberti, in Poliziano, in Lorenzo il Magnifico, in Pulci, Matteo Maria Boiardo, Pontano incarnarsi le nuove tendenze.
- Il capitolo XII, che è quello che conclude il primo tomo, è dedicato a Il Cinquecento con la sua indifferenza per i contenuti e il suo culto per la forma.

### II Volume
- L'Orlando Furioso, che l'autore considera la più alta manifestazione del "puro sentimento dell'arte", è l'argomento del XIII capitolo.
- Nel XIV capitolo, intitolato La "Macaronea" di Teofilo Folengo, il De Sanctis sostiene che sulla "dissoluzione universale di tutte le idee e di tutte le credenze" si inizia a costruire un nuovo mondo spirituale, fondato sull'intelletto e sulla logica come dimostra l'opera di Machiavelli che, insieme al Guicciardini, è argomento del XV capitolo.
- Pietro Aretino, capitolo XVI, rispecchia pienamente le condizioni della contemporanea società italiana. Il Concilio di Trento, dice De Sanctis, sostituì al cinismo già vigente, l'ipocrisia e lasciò nello spirito nazionale, sotto il formalismo religioso, "un sentimento idillico ed elegiaco" che troverà la sua compiuta espressione nell'opera di Torquato Tasso, capitolo XVII.
- Nel capitolo XVIII sul Marino, De Sanctis prende atto che dal desiderio di rinnovamento del mondo poetico era nata una letteratura superficiale e intellettualistica, quella del Marino e dei suoi seguaci. Analizza inoltre le opere dell'Arcadia che aveva cercato  il ritorno alla naturalezza.
- Nel capitolo XIX dedicato a La nuova scienza viene esaltata l'opera di Galilei e Campanella, Paruta e Sarpi, Muratori e Vico che riuscirono a far scaturire dall'erudizione il "senso storico" e il "senso filosofico" oltre all'opera di Giannone che lavorò per ottenere una moderna e illuminata civiltà.
- Nel capitolo XX dedicato a La nuova letteratura vengono esaltati Metastasio, Goldoni, Parini, Alfieri, Foscolo e Manzoni come coloro che contribuirono alla rinascita dell'uomo interiore.

## Stile dell'opera
L'opera, che non deve essere considerata un manuale di consultazione ma una sintesi ardente di tutta l'intera storia della società italiana vista attraverso le opere letterarie, si svolge con un forte ritmo narrativo dove i personaggi sono gli autori e i loro testi.
Il linguaggio utilizzato per descrivere il percorso storico dello spirito italiano sa coinvolgere il lettore, grazie ai modi colloquiali, in un rapporto completo con l'esperienza letteraria.